# Itudri

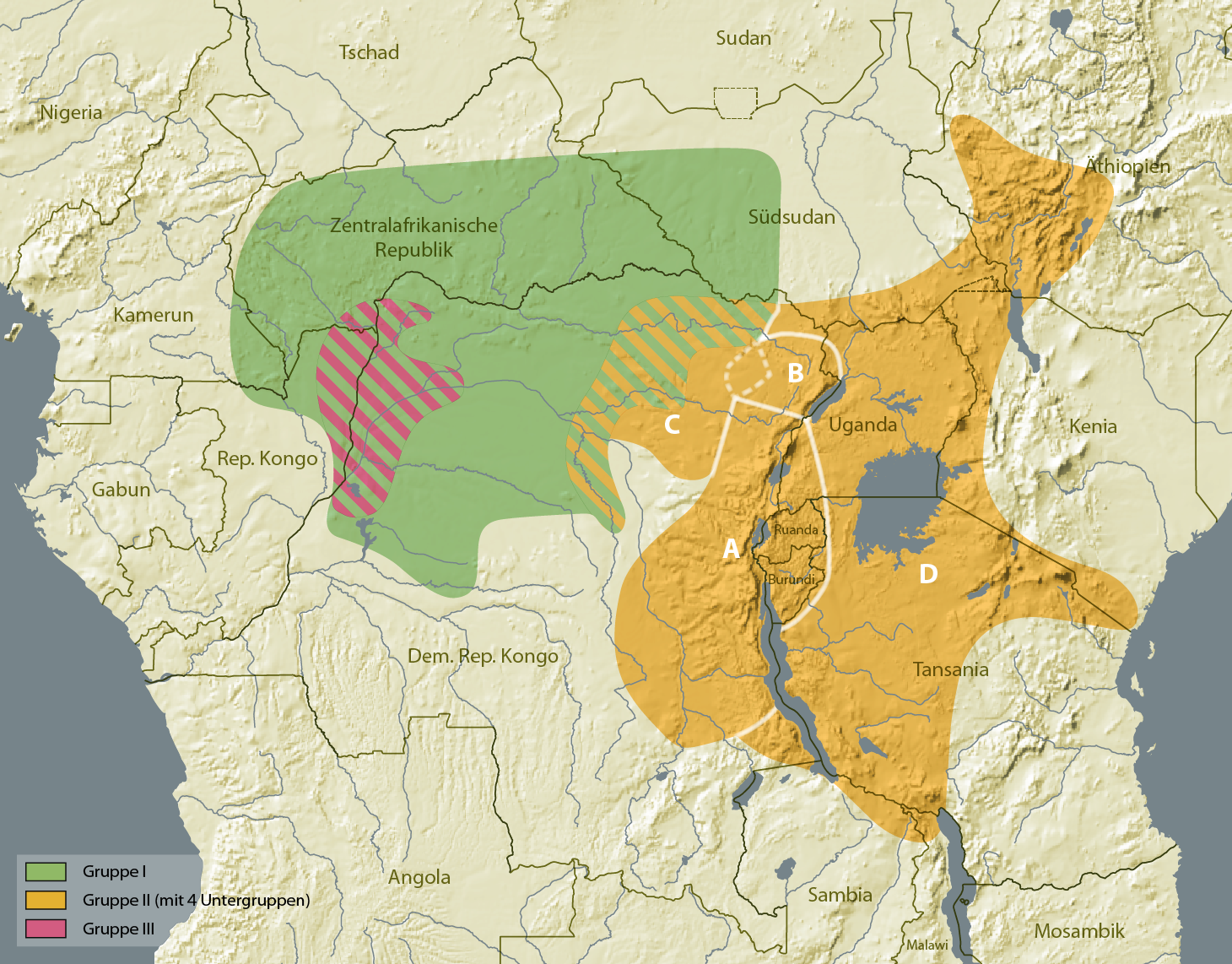
Verbreitung nach Jan Elsen; Gruppe II.B

Das Itudri ist ein Messer aus dem Nordosten der Demokratischen Republik Kongo. Das zu den zentralafrikanischen Sichelwaffen zählende Messer wird hauptsächlich den Momvu zugeschrieben, es wird aber auch von anderen Ethnien wie Budu, Baali, Mangbele oder Meje benutzt.

## Beschreibung
Das Itudri hat eine Klinge, die vom Griff an breiter wird. Die Klinge ist an der Spitze abgerundet und zweischneidig. Sie ist im Ganzen leicht gebogen. Der Griff ist aus Holz und
vielfach mit Metallbändern umwickelt. Die Größe variiert von 25 bis 40 cm. Der Verwendungszweck war in der Regel Werkzeug bzw. Arbeitsmeser. Es ist wahrscheinlich, dass es die ursprüngliche Form ist aus der sich u. a. das Scheibenmesser der Momvu und der Trumbasch entwickelt hat.